# Arengosse
Arengosse is een gemeente in het Franse departement Landes (regio Nouvelle-Aquitaine) en telt 702 inwoners (2005). De plaats maakt deel uit van het arrondissement Mont-de-Marsan. In de gemeente ligt de spoorweghalte Arengosse.

## Geografie
De oppervlakte van Arengosse bedraagt 64,5 km², de bevolkingsdichtheid is 10,9 inwoners per km².
De onderstaande kaart toont de ligging van Arengosse met de belangrijkste infrastructuur en aangrenzende gemeenten.

## Demografie
Onderstaande figuur toont het verloop van het inwonertal (bron: INSEE-tellingen).